# Hyagnis spinipes
Hyagnis spinipes är en skalbaggsart som beskrevs av Stefan von Breuning 1963. Hyagnis spinipes ingår i släktet Hyagnis och familjen långhorningar.
Artens utbredningsområde är Laos. Inga underarter finns listade i Catalogue of Life.